# Garisch
Garisch ist ein südafrikanischer Familienname.

## Verbreitung
Der Familienname Garisch kommt sehr selten vor, am häufigsten in Südafrika gefolgt von Deutschland.

## Namensträger
- Renate Boy (geborene Renate Garisch-Culmberger; 1939–2023), deutsche Leichtathletin und Olympiamedaillengewinnerin

## Varianten
- deutsch: Gärisch